# Сквер имени Куйбышева (Душанбе)
Сквер имени Куйбышева в Душанбе — расположен на небольшом отрезке проспекта имени Рудаки от площади имени С. Айни до Привокзальной площади, в южной части левобережья города Душанбе.

## Характеристика
Сквер имени В. В. Куйбышева расположен в районе Шохмансур г. Душанбе на небольшом отрезке проспекта имени Рудаки от площади имени С. Айни до Привокзальной площади. Длина сквера — 400 м и ширина — 50 м. Сквер находиться между застройкой улицы 4-х этажных жилых и общественных зданий и по мере приближения к Привокзальной площади завершается скульптурой В. В. Куйбышева на высоком постаменте и скульптурной группой таджикской семьи у подножия постамента скульптуры. Вся территория сквера благоустроена. В средней части сквера устроен каскад бассейнов с фонтаном. Небольшие уютные участки со скамейками в сочетании с ковровой зеленью, цветами и кустарниками сделали сквер излюбленным местом отдыха горожан.

## История
Создание сквера было связано с увековечением памяти активного борца за установление Советской власти в Туркестане, том числе в Таджикистане В. В. Куйбышева. Памятник установлен на Привокзальной площади в южной оконечности одноименного сквера и представляет собой прямоугольный высокий постамент, на котором установлена скульптура В. В. Куйбышева. У подножия постамента скульптуры установлена скульптурная группа таджикской семьи. У подножия постамента высажены различные цветы.